# Сосновка (Алнаський район)
Сосно́вка (удм. Жакгурт; рос. Сосновка) — присілок у складі Алнаського району Удмуртії, Росія.

## Населення
Населення — 45 осіб (2010; 51 в 2002).
Національний склад станом на 2002 рік: росіяни — 67 %, удмурти — 29 %.

## Історія
Присілок Жакгурт заснований 1800 року вихідцями з присілку Удмуртське Кізеково. З 1924 року присілок входить до складу Азаматовської сільради спочатку Алнаської волості, з 1929 року — Алнаського району, а у період 1963–1965 років — Можгинського району. 1931 року був утворений колгосп «Восток», який очолив Бубнов С. В.  Постановою президії ВР Удмуртської АРСР від 1 липня 1964 року присілок був перейменований у сучасну назву.

## Урбаноніми[5]
- вулиці — Підсобна, Ставкова, Хутірська